# Lijst van doolhoven in het Verenigd Koninkrijk
Dit is een lijst van doolhoven in het Verenigd Koninkrijk.
| Locatie                               | Plaats               | Graafschap                    | Type        | Geopend                 | Opmerkingen                                                                                         | Afbeelding |
| ------------------------------------- | -------------------- | ----------------------------- | ----------- | ----------------------- | --------------------------------------------------------------------------------------------------- | ---------- |
| Adventure Wonderland                  | Hurn                 | Dorset, Engeland              | Heg         | 1991                    | Eén van de grootste doolhoven van het Verenigd Koninkrijk.                                          |            |
| Bann Road                             | Castlewellan         | County Down, Noord-Ierland    | Heg         | 2001                    | Eén van de grootste doolhoven ter wereld.                                                           |            |
| Blackgang Chine                       | Ventnor              | Wight, Engeland               | Heg         | 1963                    | |            |
| Blenheim Palace                       | Woodstock            | Oxfordshire, Engeland         | Heg         |                         | |            |
| Bolton Castle                         | Yorkshire Dales      | North Yorkshire, Engeland     | Heg         |                         | |            |
| Carnfunnock Country Park              | Larne                | Antrim, Noord-Ierland         | Heg         | 1985                    | |            |
| Chatsworth House                      | Bakewell             | Derbyshire, Engeland          | Heg         | 1962                    | |            |
| Chenies Manor House                   | Chenies              | Buckinghamshire, Engeland     | Heg         |                         | |            |
| Cliveden                              | Taplow               | Buckinghamshire, Engeland     | Heg         | 1894                    | In de jaren 50 is het doolhof opnieuw ingeplant.                                                    |            |
| Crystal Palace Park                   | Londen               | Greater London, Engeland      | Heg         |                         | In 1987 is het doolhof opnieuw ingeplant.                                                           |            |
| Downend Road                          | Newport              | Wight, Engeland               | Heg         |                         | In de buurt van het doolhof bevindt zich ook nog een klein labyrint.                                |            |
| Forbidden Corner                      | Leyburn              | North Yorkshire, Engeland     | Heg         |                         | |            |
| Glendurgan Garden                     | Falmouth             | Cornwall, Engeland            | Laurierkers | 1833                    | |            |
| Gulliver's Land Theme Park            | Milton Keynes        | (Unitary authority), Engeland | Heg         |                         | |            |
| Hampton Court Road                    | Richmond upon Thames | Outer London, Engeland        | Heg         | 1695                    | |            |
| Hatfield House                        | Hertfordshire        | Engeland                      | Heg         | Oorspronkelijk 18e eeuw | |            |
| Hilton                                | Hilton               | Cambridgeshire, Engeland      |             |                         | |            |
| Leeds Castle                          | Maidstone            | Kent, Engeland                | Taxus       |                         | In de tuin van de kasteel bevindt zich ook nog een labyrint.                                        |            |
| Legoland Windsor                      | Windsor              | Berkshire, Engeland           | Heg         |                         | |            |
| Longleat Safari & Adventure Park      | Horningsham          | Wiltshire, Engeland           | Heg         |                         | In het park bevinden zich ook nog twee labyrinten in de vorm van een zon en een maan.               |            |
| Noah's Ark Zoo Farm                   | Bristol              | (unitary authority), Engeland | Heg         | 2003                    | |            |
| Paultons Park                         | Ower                 | Hampshire, Engeland           | Heg         | 1991                    | In het midden van het doolhof staat een grote klok.                                                 |            |
| Pleasure Beach Blackpool              | Blackpool            | (unitary authority), Engeland | Heg         | 1997                    | In het doolhof bevinden zich enkele waterspuwende bedriegertjes.                                    |            |
| Robin Hill Adventure Park and Gardens | Downend              | Wight, Engeland               | Hout        |                         | |            |
| Scone Palace                          | Scone                | Perth and Kinross, Schotland  | Beuken      |                         | Het doolhof heeft de vorm van een vijfpuntige ster waarvan de helft van de struiken rood verkleurt. |            |
| Somerleyton Hall                      | Somerleyton          | Suffolk, Engeland             | Taxus       | 1846                    | |            |
| Jubilee Maze                          | Symonds Yat          |                               | Taxus       | 1977                    | Doolhof is aangelegd ter ere van het Jubileum van Koningin Elizabeth II                             |            |
| The Christmas Adventure               | Wetherby             | West Yorkshire                | Taxus       | 1963                    | |            |
| The Milky Way                         |                      | Devon, Engeland               | Cipres      | 2006                    | |            |
| Watermouth Castle                     |                      | Devon, Engeland               | Heg         |                         | |            |
| Worden Park                           | Leyland              | Lancashire, Engeland          | Heg         |                         | |            |